# Lista laureaților Premiului Wolf pentru fizică
Laureații premiului Wolf pentru Fizică:
| - 1978 Chien-Shiung Wu - 1979 George Eugene Uhlenbeck, Giuseppe Occhialini - 1980 Michael E. Fisher, Leo P. Kadanoff, Kenneth G. Wilson - 1981 Freeman J. Dyson, Gerard 't Hooft, Victor F. Weisskopf - 1982 Leon M. Lederman, Martin Lewis Perl - 1983/4 Erwin Hahn, Peter B. Hirsch, Theodore H. Maiman - 1984/5 Conyers Herring, Philippe Nozieres - 1986 Mitchell J. Feigenbaum, Albert J. Libchaber - 1987 Herbert Friedman, Bruno B. Rossi, Riccardo Giacconi - 1988 Roger Penrose, Stephen W. Hawking - 1989 Nu s-a acordat premiu - 1990 Pierre-Gilles de Gennes, David J. Thouless - 1991 Maurice Goldhaber, Valentine L. Telegdi - 1992 Joseph H. Taylor Jr. - 1993 Benoît Mandelbrot - 1994/5 Vitaly L. Ginzburg, Yoichiro Nambu - 1995/6 Nu s-a acordat premiu - 1997 John Archibald Wheeler - 1998 Yakir Aharonov, Michael V. Berry - 1999 Dan Shechtman - 2000 Raymond Davis Jr., Masatoshi Koshiba - 2001 Nu s-a acordat premiu - 2002/3 Bertrand I. Halperin, Anthony J. Leggett - 2004 Robert Brout, François Englert, Peter W. Higgs - 2005 Daniel Kleppner - 2006/7 Albert Fert, Peter Grünberg - 2010 John F. Clauser, Alain Aspect, Anton Zeilinger - 2013 Tomer Volansky (Premiul Krill), Juan Ignacio Cirac, Peter Zoller - 2014 Nu s-a acordat premiu - 2015 James D. Bjorken, Robert P. Kirshner - 2016 Yoseph Imry - 2017 Michel Mayor, Didier Queloz - 2018 Charles H. Bennett, Gilles Brassard - 2019 Nu s-a acordat premiu - 2020 Rafi Bistritzer, Pablo Jarillo-Herrero, Allan H. MacDonald - 2021 Giorgio Parisi - 2022 Anne L'Huillier, Paul Corkum, Ferenc Krausz |